# Гордост и слава
„Гордост и слава“ (на английски: Pride and Glory) е щатски криминална драма от 2008 г. на режисьора Гавин О'Конър. Във филма участват Едуард Нортън, Колин Фарел, Джон Войт и Ноа Емерих. Филмът е пуснат в Съединените щати на 24 октомври 2008 г.